# Корсика (Пенсилванија)
Корсика (енгл. Corsica) град је у америчкој савезној држави Пенсилванија.

## Демографија
По попису из 2010. године број становника је 357, што је 3 (0,8%) становника више него 2000. године.
| Група             | 2000.       | 2010.       |
| Белци             | 349 (98,6%) | 352 (98,6%) |
| Афроамериканци    | 0 (0,0%)    | 0 (0,0%)    |
| Азијати           | 3 (0,8%)    | 0 (0,0%)    |
| Хиспаноамериканци | 0 (0,0%)    | 3 (0,8%)    |
| Укупно            | 354         | 357         |